# Astragalus nanjiangianus
Astragalus nanjiangianus är en ärtväxtart som beskrevs av Kun Tsun Fu. Astragalus nanjiangianus ingår i släktet vedlar, och familjen ärtväxter. Inga underarter finns listade i Catalogue of Life.